# Corvus Corax (banda)
Corvus Corax es un grupo musical alemán conocido por tocar música neomedieval  usando una gran variedad de instrumentos autóctonos. El nombre es el científico del cuervo grande. 
La banda fue formada en 1989 por Castus Rabensang, Wim (Venustus) y Meister Selbfried. Usualmente usan gaitas como instrumento principal. Sus presentaciones en vivo están caracterizadas por los extravagantes vestuarios de los músicos, que recuerdan a los de los mitos griegos: con el torso descubierto y adornados con accesorios primitivos.
Actualmente, la banda está compuesta por ocho miembros: Martin Ukrasvan, Castus Rabensang, Panpeter, Harmann der Drescher, Hatz, Teufel and Wim (Venustus). En mayo de 2005, Meister Selbfried, uno de los fundadores del grupo e investigador de música medieval, decidió dejar de dedicarse a la música y centrarse en la administración de la discográfica Pica Records. Jordon Finus lo reemplaza desde 2006.
Corvus Corax lanza su música desde Pica Records en Europa y Noir Records en Estados Unidos. Hasta la fecha, el proyecto Cantus Buranus (remusicalización de la obra  Cármina burana) ha sido publicado en Europa por Roadrunner Europe.

## Interpretación y teoría
Debido a que la teoría de la música medieval estaba dominada por la Iglesia católica, es difícil determinar a partir de los manuscritos existentes cómo sonaba la música secular (popular, no eclesiástica) de la época. Corvus Corax se basa en diversas fuentes para intentar hacer su música lo más auténtica posible: han usado documentos que «condenan la música profana» como un indicador de cómo podría haber sonado esa música, y han investigado en tratados académicos del siglo XIX (aunque en muchos casos estos tratados son poco fiables, ya que dan a conocer más la interpretación del siglo XIX de la música medieval que información real sobre cómo era esta). Aunque algunas cosas se saben ciertas. Por ejemplo, la música profana de aquel entonces era regularmente acompañada por un tono bajo similar al producido por el órgano tubular, que Corvus Corax consigue gracias a los roncones de sus gaitas. Un aproximado de las armonías utilizadas se encuentra en una canción de Walter von der Vogelweide, en la que dice tocar «a la antigua» (armonizando con intervalos de tercera). En aquella época, la tercera era considerada un intervalo torpe y feo por los intérpretes de música sacra (tanto como el  tritono, al que llamaban diabolus in musica [el diablo en la música]), pero era muy común en la música folklórica.
La investigación se complica aún más por el hecho de que los  juglares añadían su interpretación a cada pieza, y cada transcripción difería dependiendo de quién la hubiera hecho y en dónde. En esto se basa la interpretación de Corvus Corax: la música folklórica medieval era tocada más con el corazón que con el cerebro, y a pesar de investigar para aterrizarla, la banda mantiene el espíritu de libertad con el que los juglares tocaban la música.

## Proyectos
En 1996, la banda lanzó el álbum Tanzwut, que combina el metal con las gaitas (metal medieval). El disco fue un éxito comercial y el grupo decidió continuar la línea de ese álbum en un proyecto llamado Tanzwut, con Castus Rabensang, Win, Teufel y otros tres miembros ajenos a Corvus Corax.

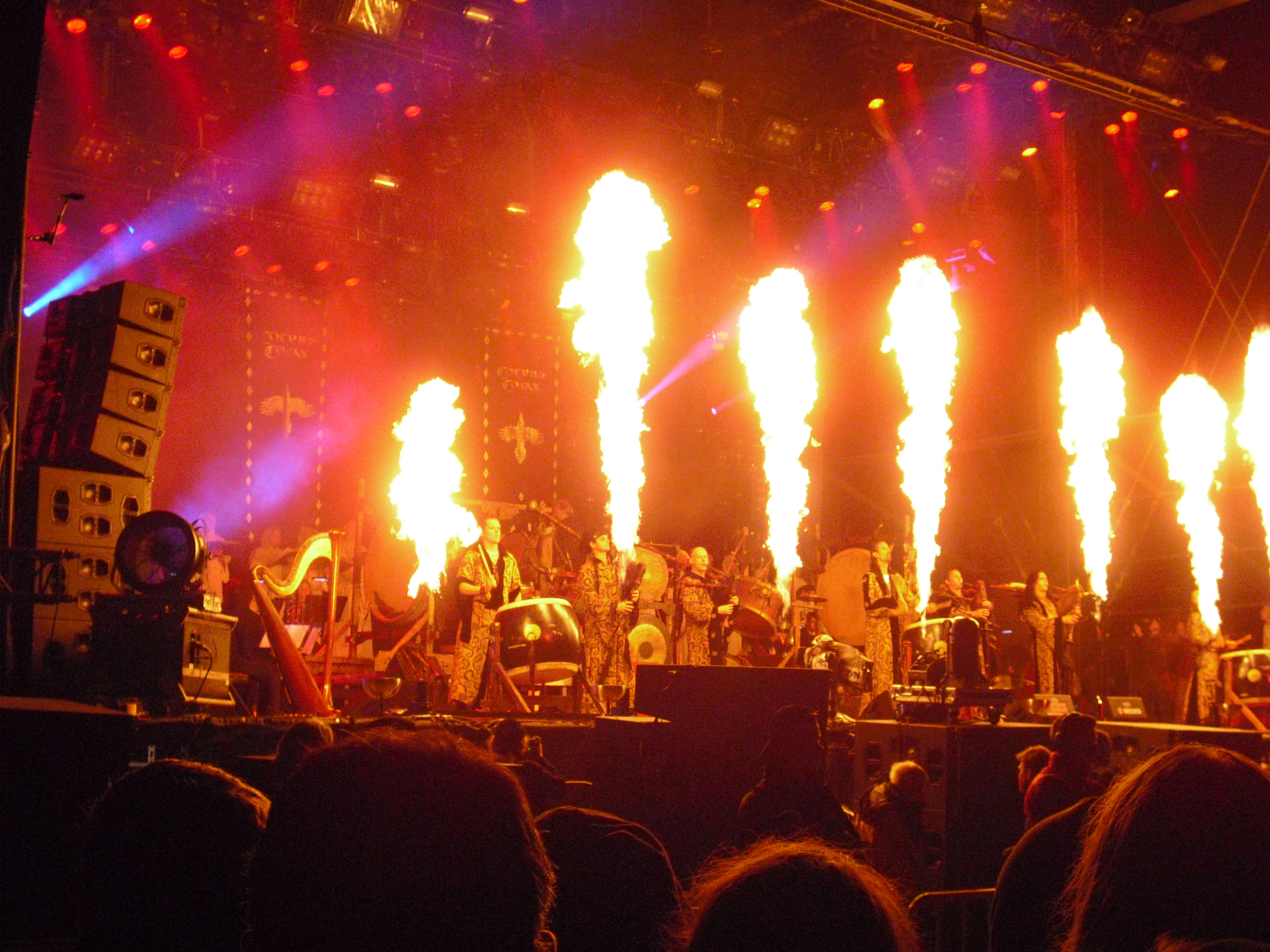
Corvus Corax en vivo en el Wacken Open Air en 2010.

En 2005, Corvus Corax comenzó un ambicioso proyecto llamado Cantus buranus: una extensa remusicalización del texto en latín Cármina burana. La música de esta ópera fue totalmente compuesta por la banda y no tiene conexión con la cantata Cármina burana compuesta por Carl Orff. Se grabó con orquesta sinfónica, coros y conjuntos medievales, combinando simfonismos tradicionales con melodías de trova medieval. El proyecto incluye una grabación en CD, una en DVD y varias presentaciones en vivo. La grabación en vivo de Cantus buranus salió en marzo de 2006 en CD y DVD.
El año 2005 también significó para la banda el comienzo de una serie de conciertos en Estados Unidos. El grupo realizó cuatro presentaciones en diferentes fechas a mediados de octubre en la Pennsylvania Renaissance Faire. Hubo también un show privado para los empleados de la feria.
En agosto de 2008, Pica Music lanzó el álbum Cantus Buranus II, con nuevas versiones orquestadas del manuscrito medieval Cármina burana.

## Discografía

### Álbumes
- Ante casu peccati (1989).
- Congregatio (1990).
- Inter Deum et Diabolum semper musica est (1993).
- Tritonus (1995).
- Live auf dem Wäscherschloß (1998).
- Viator (1998).
- Tempi antiquii (1999, compilación de los trabajos de 1988 a 1992).
- Mille anni passi sunt (2000 - edición limitada a 2000 copias llamada 'MM').
- In electronica remixe (2000).
- Seikilos (2002).
- Gaudia vite (en vivo) (2003).
- Best of Corvus Corax (2005).
- Cantus buranus (2005).
- Cantus buranus (live in Berlin) (2006).
- Venus vina musica (2006).
- Kaltenberg anno MMVII (2007).
- Cantus buranus II (2008).
- Cantus Buranus - Das orgelwerk (2008).
- Live in Berlin (2009).
- Sverker (2011).
- Gimlie (2013).
- Skál (2018)

### EP/Sencillos
- Tanzwut - EP (1996).
- Corvus Corax erzählen märchen aus alter zeit - EP (2000).
- Hymnus cantica - CD (2002).

### DVD/Vídeos
- Gaudia vite (live) DVD - USA edition (2006).
- Cantus buranus (live in Berlin) - DVD (2006).
- Corvus Corax (live in Berlin - Passionskirche) - DVD (2009).
- Cantus Buranus (live in München) - DVD (2010).